# 11a etapa del Tour de França de 2015
L'11a etapa del Tour de França de 2015 es disputà el dimecres 15 de juliol de 2015 sobre un recorregut de 188 km entre les viles franceses de Pau i Cautarés.
El vencedor final fou el polonès Rafał Majka (Team Tinkoff-Saxo) que, formant part de l'escapada del dia, atacà en l'ascensió al Tourmalet i es presentà a la línia d'arribada amb 1 minut sobre Daniel Martin (Cannondale-Garmin). El grup del líder, en què ningú intentà cap atac, arribà a més de cinc minuts.

## Recorregut

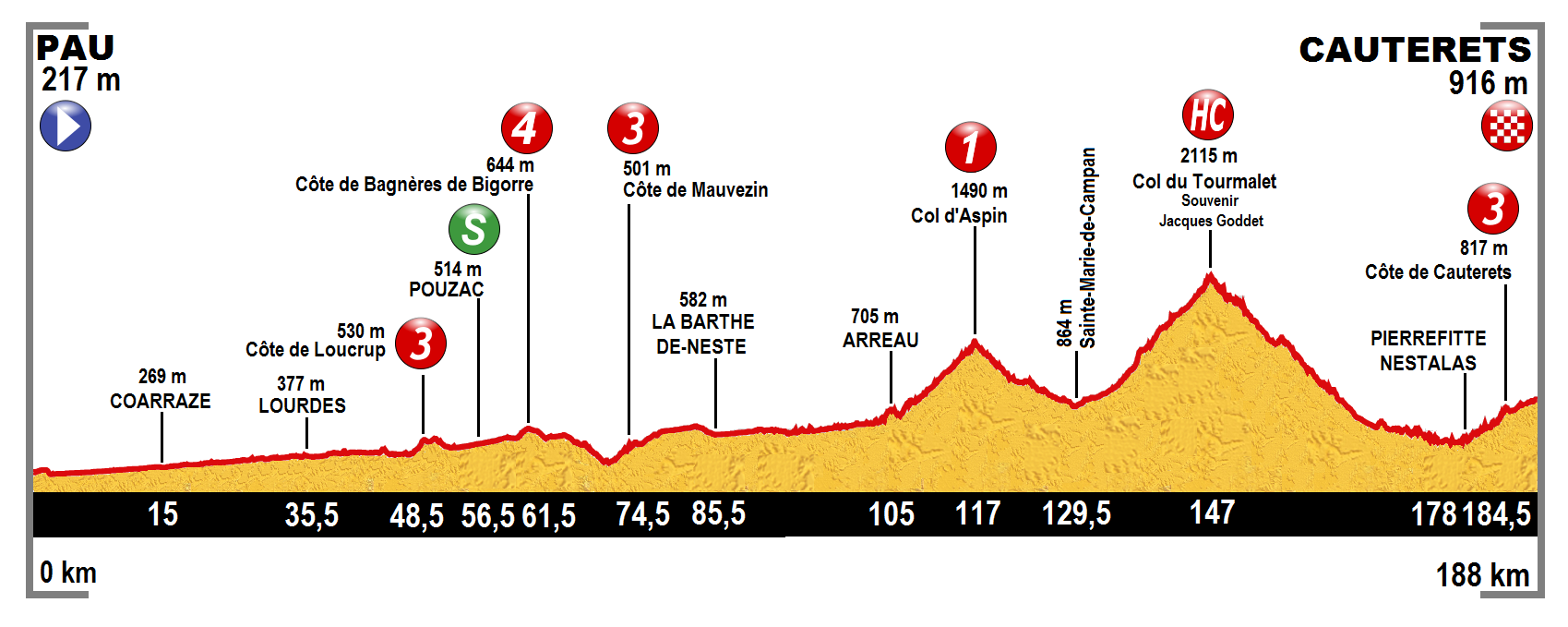
Recorregut de l'11a etapa

Segona etapa de muntanya de la cursa, novament amb dues parts ben diferenciades. Els primers 100 quilòmetres d'etapa són més aviat suaus, tot i tenir tendència ascendent i haver de superar tres petites cotes de quarta i tercera. En canvi, la segona part de l'etapa, a partir d'Àrreu és molt muntanyosa, amb l'ascensió als difícils ports d'Aspin (12 km al 6,5%) i Tourmalet (17,1 km al 7,3%), aquest darrer coronat a tan sols 41 quilòmetres de l'arribada, a Cautarés, després d'una ascensió de 6,4 km al 5%.

## Desenvolupament de l'etapa
Nova etapa disputada sota un sol de justícia i amb molta calor i en què els favorits a la victòria final no es van moure en cap moment després de l'exhibició mostrada el dia anterior per Chris Froome. Els primers quilòmetres d'etapa es van disputar a un bon ritme, amb nombrosos intents d'escapada que el Team Sky no va permetre que arribessin a tenir el minut de diferència. No fou fins al tram final de l'ascensió a la cota de Mauvesin quan Thomas Voeckler (Team Europcar) s'escapà i fou acompanyat per Rafał Majka (Team Tinkoff-Saxo), Serge Pauwels (MTN Qhubeka), Steve Morabito (FDJ), Emanuel Buchmann (Bora-Argon 18), Arnaud Démare (FDJ) i Julien Simon (Cofidis). Daniel Martin (Cannondale-Garmin) se'ls afegí en l'ascensió al coll d'Aspin. A manca de 7 quilòmetres per coronar el Tourmalet, Majka deixà enrere els seus companys d'escapada per marxar en solitari cap a la victòria final, que aconseguí amb un minut sobre Martin. El gran grup arribà a més de cinc minuts, sense que es produís cap canvi significatiu en la general, més enllà d'una nova pèrdua de temps per part de Vincenzo Nibali (Astana Qazaqstan Team) i els més de 15 minuts perduts per Joaquim Rodríguez (Team Katusha), que l'allunyaren de tota possibilitat d'aconseguir una bona posició a la general.

## Resultats

### Classificació de l'etapa
|    | Ciclista                 | Equip               | Temps      |
| -- | ------------------------ | ------------------- | ---------- |
| 1  | Rafał Majka (POL)        | Team Tinkoff-Saxo   | 5h 02' 01" |
| 2  | Daniel Martin (IRL)      | Cannondale-Garmin   | + 1' 00"   |
| 3  | Emanuel Buchmann (GER)   | Bora-Argon 18       | + 1' 23"   |
| 4  | Serge Pauwels (BEL)      | MTN Qhubeka         | + 2' 08"   |
| 5  | Thomas Voeckler (FRA)    | Team Europcar       | + 3' 34"   |
| 6  | Julien Simon (FRA)       | Cofidis             | + 3' 34"   |
| 7  | Bauke Mollema (NED)      | Trek Factory Racing | + 5' 11"   |
| 8  | Alejandro Valverde (ESP) | Movistar Team       | + 5' 19"   |
| 9  | Christopher Froome (GBR) | Team Sky            | + 5' 21"   |
| 10 | Alberto Contador (ESP)   | Team Tinkoff-Saxo   | + 5' 21"   |

### Punts atribuïts
| 1r  | Matteo Trentin (ITA)    | Etixx-Quick Step      | 20 pts |
| 2n  | Peter Sagan (SVK)       | Team Tinkoff-Saxo     | 17 pts |
| 3r  | John Degenkolb (GER)    | Team Giant-Alpecin    | 15 pts |
| 4t  | Zdeněk Štybar (CZE)     | Etixx-Quick Step      | 13 pts |
| 5è  | Sylvain Chavanel (FRA)  | IAM Cycling           | 11 pts |
| 6è  | Bartosz Huzarski (POL)  | Bora-Argon 18         | 10 pts |
| 7è  | Daniele Bennati (ITA)   | Team Tinkoff-Saxo     | 9 pts  |
| 8è  | Greg Van Avermaet (BEL) | BMC Racing Team       | 8 pts  |
| 9è  | André Greipel (GER)     | Lotto Soudal          | 7 pts  |
| 10è | Andriy Grivko (UKR)     | Astana Qazaqstan Team | 6 pts  |
| 11è | Laurens Ten Dam (NED)   | Team LottoNL-Jumbo    | 5 pts  |
| 12è | Stephen Cummings (GBR)  | MTN Qhubeka           | 4 pts  |
| 13è | Paul Voss (GER)         | Bora-Argon 18         | 3 pts  |
| 14è | Peter Kennaugh (GBR)    | Team Sky              | 2 pts  |
| 15è | Nicolas Roche (IRL)     | Team Sky              | 1 pt   |

| 1r  | Rafał Majka (POL)        | Team Tinkoff-Saxo   | 20 pts |
| 2n  | Daniel Martin (IRL)      | Cannondale-Garmin   | 17 pts |
| 3r  | Emanuel Buchmann (GER)   | Bora-Argon 18       | 15 pts |
| 4t  | Serge Pauwels (BEL)      | MTN Qhubeka         | 13 pts |
| 5è  | Thomas Voeckler (FRA)    | Team Europcar       | 11 pts |
| 6è  | Julien Simon (FRA)       | Cofidis             | 10 pts |
| 7è  | Bauke Mollema (NED)      | Trek Factory Racing | 9 pts  |
| 8è  | Alejandro Valverde (ESP) | Movistar Team       | 8 pts  |
| 9è  | Christopher Froome (GBR) | Team Sky            | 7 pts  |
| 10è | Alberto Contador (ESP)   | Team Tinkoff-Saxo   | 6 pts  |
| 11è | Nairo Quintana (COL)     | Movistar Team       | 5 pts  |
| 12è | Samuel Sánchez (ESP)     | BMC Racing Team     | 4 pts  |
| 13è | Tejay Van Garderen (USA) | BMC Racing Team     | 3 pts  |
| 14è | Geraint Thomas (GBR)     | Team Sky            | 2 pts  |
| 15è | Robert Gesink (NED)      | Team LottoNL-Jumbo  | 1 pt   |

### Ports de muntanya
| 1r | Thomas Voeckler (FRA) | Team Europcar     | 2 pts |
| 2n | Daniel Martin (IRL)   | Cannondale-Garmin | 1 pt  |

| 1r | Steve Morabito (SUI) | IAM Cycling | 1 pt |

| 1r | Daniel Teklehaimanot (ERI) | MTN Qhubeka   | 2 pts |
| 2n | Thomas Voeckler (FRA)      | Team Europcar | 1 pt  |

| 1r | Daniel Martin (IRL)   | Cannondale-Garmin | 10 pts |
| 2n | Thomas Voeckler (FRA) | Team Europcar     | 8 pts  |
| 3r | Serge Pauwels (BEL)   | MTN Qhubeka       | 6 pts  |
| 4t | Rafał Majka (POL)     | Team Tinkoff-Saxo | 4 pts  |
| 5è | Julien Simon (FRA)    | Cofidis           | 2 pts  |
| 6è | Steve Morabito (SUI)  | IAM Cycling       | 1 pt   |

| 1r  | Rafał Majka (POL)        | Team Tinkoff-Saxo | 25 pts |
| 2n  | Serge Pauwels (BEL)      | MTN Qhubeka       | 20 pts |
| 3r  | Emanuel Buchmann (GER)   | Bora-Argon 18     | 16 pts |
| 4t  | Daniel Martin (IRL)      | Cannondale-Garmin | 14 pts |
| 5è  | Thomas Voeckler (FRA)    | Team Europcar     | 12 pts |
| 6è  | Julien Simon (FRA)       | Cofidis           | 10 pts |
| 7è  | Steve Morabito (SUI)     | IAM Cycling       | 8 pts  |
| 8è  | Christopher Froome (GBR) | Team Sky          | 6 pts  |
| 9è  | Pierre Rolland (FRA)     | Team Europcar     | 4 pts  |
| 10è | Geraint Thomas (GBR)     | Team Sky          | 2 pts  |

| 1r | Rafał Majka (POL)   | Team Tinkoff-Saxo | 2 pts |
| 2n | Daniel Martin (IRL) | Cannondale-Garmin | 1 pt  |

## Classificacions a la fi de l'etapa

### Classificació general
|    | Ciclista                 | Equip               | Temps       |
| -- | ------------------------ | ------------------- | ----------- |
| 1  | Chris Froome (GBR)       | Team Sky            | 41h 03' 31" |
| 2  | Tejay van Garderen (USA) | BMC Racing Team     | + 2' 52"    |
| 3  | Nairo Quintana (COL)     | Movistar Team       | + 3' 09"    |
| 4  | Alejandro Valverde (ESP) | Movistar Team       | + 3' 59"    |
| 5  | Geraint Thomas (GBR)     | Team Sky            | + 4' 03"    |
| 6  | Alberto Contador (ESP)   | Team Tinkoff-Saxo   | + 4' 04"    |
| 7  | Tony Gallopin (FRA)      | Lotto Soudal        | + 4' 33"    |
| 8  | Robert Gesink (NED)      | Team LottoNL-Jumbo  | + 4' 35"    |
| 9  | Warren Barguil (FRA)     | Team Giant-Alpecin  | + 6' 44"    |
| 10 | Bauke Mollema (NED)      | Trek Factory Racing | + 7' 05"    |

### Classificació per punts
|   | Ciclista             | Equip             | Punts |
| - | -------------------- | ----------------- | ----- |
| 1 | Peter Sagan (SVK)    | Team Tinkoff-Saxo | 239   |
| 2 | André Greipel (GER)  | Lotto Soudal      | 232   |
| 3 | John Degenkolb (GER) | Etixx-Quick Step  | 184   |

### Classificació de la muntanya
|   | Ciclista           | Equip             | Punts |
| - | ------------------ | ----------------- | ----- |
| 1 | Chris Froome (GBR) | Team Sky          | 57    |
| 2 | Richie Porte (AUS) | Team Sky          | 40    |
| 3 | Rafał Majka (POL)  | Team Tinkoff-Saxo | 32    |

### Classificació del millor jove
|   | Ciclista             | Equip              | Temps       |
| - | -------------------- | ------------------ | ----------- |
| 1 | Nairo Quintana (COL) | Movistar Team      | 41h 06' 40" |
| 2 | Warren Barguil (FRA) | Team Giant-Alpecin | + 3' 35"    |
| 3 | Romain Bardet (FRA)  | AG2R La Mondiale   | + 18' 58"   |

### Classificació per equips
|    | Equip             | Temps        |
| -- | ----------------- | ------------ |
| 1r | Team Sky          | 124h 30' 54" |
| 2n | Movistar Team     | + 2' 46"     |
| 3r | Team Tinkoff-Saxo | + 5' 29"     |

## Abandonaments
- Daniele Bennati (ITA) (Team Tinkoff-Saxo). Abandona.[6]
- Dominik Nerz (GER) (Bora-Argon 18). Abandona.[7]
- Johan Vansummeren (BEL) (AG2R La Mondiale). Abandona.[7]
- Ben Gastauer (LUX) (AG2R La Mondiale). Abandona.[7]
- Rui Costa (POR) (Lampre-Merida). Abandona.[8]
- Rein Taaramäe (EST) (Astana Qazaqstan Team). Abandona.[7]